# Grimm (série de televisão)
Grimm é uma série de televisão americana de drama policial e fantasia criada por Stephen Carpenter, Jim Kouf e David Greenwalt produzida pela Universal Television para a NBC. A série foi ao ar de 28 de outubro de 2011 a 31 de março de 2017, por 123 episódios, ao longo de seis temporadas. A narrativa da série segue o detetive de Homicídios de Portland, Nick Burkhardt (David Giuntoli), que descobre que ele é um Grimm, o mais recente de uma linha de guardiões que juram manter o equilíbrio entre a humanidade e criaturas mitológicas, conhecidas como Wesen.
Grimm foi originalmente desenvolvida para a CBS, mas os planos foram cancelados devido à greve dos roteiristas. Em janeiro de 2011, a NBC optou pela série. Foi descrita como "um drama policial - com uma reviravolta ... um projeto sombrio e fantástico sobre um mundo em que existem personagens inspirados nos contos dos irmãos Grimm" embora as histórias e personagens que inspiram o show também sejam extraídos de outras fontes. A série inicialmente recebeu críticas mistas dos críticos, embora a recepção tenha se tornado mais favorável ao longo da série. A sexta e última temporada de Grimm estreou em 7 de janeiro de 2017 e terminou em 31 de março de 2017.
No Brasil a série foi exibida pelo
Universal Channel e  pelo Syfy, onde segue em exibição. Em 4 entre 5 de fevereiro de 2013 começou a ser exibida pela RecordTV nas segundas, quartas e quintas, às 23h30. Em Portugal foi transmitida pelo Syfy e TVI.

## Sinopse
O protagonista da série é Nick Burkhardt, um investigador da Homicídios do Departamento de Polícia de Portland, que tem sua vida transformada quando lhe é revelado que descende dos Grimms, uma linhagem de guardiões encarregada de manter o equilíbrio entre a humanidade e os Wesen, criaturas mitológicas que apesar de se fazerem passar por pessoas normais, especialmente na aparência, possuem uma outra entidade, na maior parte das vezes oculta aos humanos - Wesen é a palavra do alemão para ser ou criatura. Ao longo dos episódios, ele trava batalhas contra todo tipo de perigosas criaturas com ajuda de seu amigo Monroe, um Wesen, e de seu parceiro, o detetive Hank Griffin.
Abertura: “Era uma vez um homem que vivia uma vida tão incomum, que esta tinha que ser verdade. Só ele podia ver o que ninguém mais podia - a escuridão interior, o verdadeiro monstro contido. E ele é o único que deve detê-lo. Este é o seu chamamento. Este é o seu dever. Esta é a vida de um Grimm.”

### Elenco principal
- David Giuntoli - Nick Burkhardt
- Russell Hornsby - Hank Griffin
- Silas Weir Mitchell - Eddie Monroe
- Bitsie Tulloch - Eva/Juliette Silverton
- Sasha Roiz - Capitão Sean Renard
- Reggie Lee - Sargento Drew Wu
- Bree Turner - Rosalee Calvert
- Claire Coffee - Adalind Schade

### Recorrente
- Jacqueline Toboni - Theresa “Trubel” (Encrenca) Rubel
- Damien Puckler como Martin Meisner
- Mary Elizabeth Mastrantonio - Kelly Burkhardt
- Isley Zamora e Aria Zamora - Diana Schade Renard (bebê)
- Hannah R. Loyd - Diana Schade Renard (criança)
- Emma Dezellem, Claire Dezellem, Owynn Igersoll e Quinn Igersoll  - Kelly Schade-Burkhardt (bebê)
- Anne Leighton como Rachel Wood
- Michael Sheets como Andrew Dixon
- M. Ben Newman como Jeremiah Rogers
- Bailey Chase como Lucien Petrovich
- Danny Bruno - Bud Wurstner

### Convidado
- William Baldwin - Chief Fireman

- Sharon Sachs - Dra. Harper
- Kate Burton - Marie Kessler
- Jessica Tuck - Catherine Schade
- James Frain - Eric Renard
- Nicole Steinwedell - Diana Schade Renard (adulta)
- Kevin Joy - Kelly Schade-Burkhardt (adulto)
- Robert Blanche - Franco
- Christian Lagadec - Sebastien
- Mary McDonald-Lewis - Frau Pech
- Shohreh Aghdashloo - Stefania Vaduva Popescu
- Michael Grant Terry - Ryan Smulson
- Bertila Damas - Pilar
- Reg E. Cathey - Baron Samedi
- Lisa Vidal - Lauren Castro
- Mike Dopud - Marnassier
- Jim Crino - Leroy Estes
- Robert Alan Barnett - Matthew

## Personagens
Nick Burkhardt, como já mencionado,  é um detetive que descende de uma linhagem de guardiões/caçadores conhecidos como Grimms. Como os outros Grimms, ele tem o dom da visão que lhe permite reconhecer os Wesen, criaturas escondidas dentro de pessoas que, apesar da aparência de uma pessoa normal, permanece oculta para os humanos comuns. Nick, que namora a veterinária Juliette, e que desconhece sua identidade Grimm, é aconselhado por sua tia Marie, uma descendente da mesma linhagem, a pôr um fim em seu relacionamento com sua namorada a fim de preservar tanto a sua segurança quanto a segurança dela.
Hank Griffin, o parceiro policial de Nick, assim como Juliette, conhece nada sobre o mundo dos Grimms e tampouco sabe da verdadeira identidade do seu parceiro.
Monroe, que conhece Nick no primeiro episódio, é um Blutbad "renovado". Ajuda o Grimm em seus casos policiais, e, apesar de relutante no início, se torna um grande amigo de Nick. Tendo vasto conhecimento sobre o mundo dos Wesen, Monroe é a uma das poucas fontes em que Nick pode confiar, tanto na abordagem a outras criaturas como na tradução e entendimento das fontes de conhecimento dos livros Grimm.
Sean Renard, capitão de polícia, chefe de Nick e Hank, membro do mundo fantástico e sobrenatural Sendo um Zauberbiest (Masculino de Hexenbiest).pórem,era tanto do lado do bem quanto do mal,faz de tudopara acabar com o Nick

### Grimm
Membros de uma elite de caçadores, as habilidades de um Grimm são passadas de uma geração para outra. Os Grimms possuem um traço hereditário que os separa dos demais seres humanos: são capazes de ver a verdadeira natureza dos Wesen, ou criaturas, e têm como principal responsabilidade o dever de combatê-las. Apesar de serem como uma família, possuem poucos vínculos entre si, agindo sozinhos na maior parte do tempo. A capacidade de um Grimm de enxergar a criatura oculta está condicionada à sua situação emocional da própria criatura, que por qualquer motivo de estresse, medo ou irritabilidade, pode revelar-se ao estabelecer contato visual com um Grimm, transformando-se na criatura oculta, ou simplesmente, wogando. Por sua vez, um Wesen é capaz de reconhecer um Grimm porque seus olhos são negros e profundos, quando vistos por uma criatura. Os Grimms também possuem características físicas sobre-humanas, tais como resistência, durabilidade, reflexo e velocidade, permitindo-lhes enfrentar, de igual para igual qualquer criatura—exceto um Siegbarste (ogro).
Nick conseguiu deter um Skalenzahne e derrotá-lo. Sua tia, apesar de doente e enfraquecida pelos medicamentos, ainda assim foi capaz de matar seu agressor. Os Grimms têm aptidão natural para a luta, particularmente contra as criaturas, usando-se de armas antigas e medievais, bem como possuem habilidades de observação apurados e instintos aguçados. Também foi revelado que o sangue de um Grimm pode destruir a parte animal de uma criatura, tornando-a humana. A maioria das criaturas considera os Grimms como figuras míticas, como um membro de uma família específica que pode vê-los a qualquer momento. Um membro da próxima geração Grimm recebe o dom quando o Grimm da geração anterior se aproxima da morte ou é assassinado. Parece também que esta capacidade passa de irmão para irmão, antes de passar para a prole. Assim, Nick não pôde manifestar seus poderes até que sua tia, Marie Kessler, estivesse prestes a morrer, apesar de ambos os seus pais terem sido Grimms. Curiosamente, a série tem sugerido que existem ramos da família em outras partes do mundo, como o episódio de "Tarantela", no qual foi relatado o envolvimento de uma Grimm com um médico asiático, em Singapura, que tinha a mesma capacidade dos Grimms europeus. É tradição de longa data os Grimms documentarem o mundo das criaturas, atualizando livros com textos e ilustrações onde registram as principais características, seus pontos fortes e fraquezas, a fim de que as futuras gerações possam aprender como combatê-las. Embora tenha sido informado de que só é permitido a um Grimm caçar as más criaturas, muitas delas instintivamente temem Nick, mesmo que ele não tenha qualquer razão para matá-las.
O personagem regular Monroe (Blutbad) uma vez afirmou que Nick não é como outros Grimms, sugerindo que os Grimms adquiriram, para as criaturas, notoriedade excessivamente negativa, ao longo dos anos. Um Grimm pode resistir ao poder das Moedas de Zacinto, que tornam os seres humanos comuns e as criaturas confiantes, sedentos de poder e obsessivos. Eles têm sido guardiães das moedas por muitas gerações. Tem sido sugerido que, se uma criatura ingerir o sangue de um Grimm, este sangue irá retirar os seus poderes e capacidades, transformando a criatura, essencialmente, em um humano normal. Os Grimms foram vistos a primeira vez no episódio "Piloto".

     O número atual de Grimms é desconhecido. Na série são nominalmente referidos os seguintes Grimms:
- Jacob Ludwig Carl Grimm (4 de janeiro de 1785 - 20 de setembro de 1863), filólogo alemão, advogado, pesquisador de folclore e coletor de lendas.
- Wilhelm Carl Grimm (24 de fevereiro de 1786 - 16 de dezembro de 1859), filólogo alemão, advogado, pesquisador de folclore e coletor de lendas.
- Eduardo Grimm (? - Após 1936), um Grimm espanhol que fugiu para Madri, durante uma invasão dos Verrat ("Gato e Rato")
- Marie Kessler (1958 - 2011), que não teve contato com outros membros da família imediata de Nick. ("Piloto")
- Nick Burkhardt (1982 -), de Portland, Oregon, detetive de homicídios, que só recentemente teve conhecimento sobre seu passado e de sua família. ("Piloto")
- Crawford Grimm (-?), que executou um Lausenschlange, em Viena, possivelmente durante o período do Império Austro-Húngaro ("Rato e Homem").
- Hasegawa (-?), um médico japonês, que viajou em um navio de Singapura com outro Grimm e passou lhe um pergaminho escrito em japonês, onde descreve seus encontros com uma Spinnetod. ("Tarantela")
- Kelly Burkhardt (? - supostamente, 1994. Mas depois ela morre mesmo em 2016 decapitada ), Mãe de Nick, e Reed Burkhardt (? - 1994), seu pai, que eram os guardiões das “moedas de Zacinto”, e que, até recentemente, Nick acreditava que tinham sido mortos em um acidente, quando ele (Nick) tinha doze anos. Marie contou a Nick que seus pais haviam sido assassinados. ("Três Moedas na Toca da Raposa"); porém, no último episódio da primeira temporada, será revelado que Kelly está viva.
- Um Grimm sem nome que foi decapitado, provavelmente por um Hässlich, na Bélgica. ("Serpente Emplumada")
- Jose Maria Lopez y Diego Grimm (-?), espanhol que encontrou um Murciélago no Amazonas e se defendeu usando uma matraca Murciélago. ("Sempre Um Final Feliz")
- Theresa “Encrenca” Rubel (29 de abril de 1993), último endereço é numa clínica de psiquiatria da cidade de Spokane, estado Washington, com um histórico de invasões a domicílios e pequenos furtos, não havendo agressões, provavelmente por não terem sido denunciadas. ("Ninguém conhece a 'DGraça' que vi")
- Rolek Porter (?-2014), foi visto tossindo e sentado em uma poltrona em seu quarto de hotel, segurando uma das chaves. ("Minha Bela Criatura") Pai de Josh, tentou entregar artefatos para Nick, mas morreu sem entregar a chave que estava na bengala. ("A Herança")

### Wesen
São criaturas do mundo sobrenatural. Muitas das lendas do nosso mundo são baseadas nos Wesens, como a lenda do Lobo Mau (que na verdade seria um Weider Blutbad). Apesar de a maioria ser altamente perigosa para os humanos, alguns deles conseguem viver em harmonia no nosso mundo.

### Os Ceifadores
Os Ceifadores de Grimm, também conhecidos como Hässlich (palavra alemã que significa "feio"), são criaturas que parecem trolls e que vestem um sobretudo preto e carregam uma maleta contendo um alfanje (que tem a lâmina gravada com a frase "Erntemaschinen von dem Grimms", traduzida como "Ceifadores de Grimm"). Como o nome sugere, o dever dos Hässlich é destruir todo e qualquer Grimm. Foram primeiro vistos no episódio "Piloto". No episódio "Corações Solitários", um ceifador chega à cidade, e na sua foice é possível ler "Vernichter der Grimms", que significa "Destruidor dos Grimms". Esse ceifador é capturado e mutilado pelo Capitão Renard, que parece ter uma certa autoridade sobre eles.

## Temporadas
Em 30 de setembro de 2011, a NBC, emissora responsável pela exibição de Grimm nos Estados Unidos, atrasou a estreia de Grimm em um mês, mudando a estréia para 28 de outubro de 2011 para que a série pudesse estrear mais perto do Halloween. Logo após sua estreia o canal encomendou a produção de mais nove episódios, totalizando 22 para a primeira temporada da série. A decisão foi reflexo dos resultados obtidos em audiência. Grimm também tem sido elogiada pela imprensa especializada e, logo após o seu lançamento, já foi indicada ao People's Choice Awards na categoria Nova Série Dramática Favorita.
A primeira temporada de Grimm acabou em 18 de maio de 2012, com o total de 22 episódios exibidos. A segunda temporada estreou em agosto de 2012 com vinte e dois episódios.
A série foi renovada para uma terceira temporada e voltou no dia 25 de outubro de 2013 na televisão americana.
A quarta temporada foi anunciada em 19 de março de 2013, e começou em 24 de outubro de 2014.
A quinta temporada foi anunciada em 5 de fevereiro de 2015.
A sexta temporada foi anunciada em 4 de abril de 2016.

## Curiosidades
Os irmãos Jacob e Wilhelm Grimm são os responsáveis por grandes títulos infantis. De origem alemã, a dupla se dedicou durante toda a vida a estudar história e linguística. As obras dos Grimm ultrapassaram gerações e ficaram conhecidas no mundo todo. Algumas das mais famosas são: A Branca de Neve, Cinderela, João e Maria, Rapunzel, Chapeuzinho Vermelho e A Bela Adormecida.

### Trailer
Se existe um lugar onde todos os segredos de Grimm estão escondidos, esse lugar é o trailer da tia Marie. É lá onde Nick se refugia todas as noites para tentar descobrir detalhes sobre seus antepassados. Nick sempre visita o trailer de tia Marie de madrugada. Na quarta temporada depois de Juliette ser transformada em Hexenbiest, ela destrói o trailer colocando fogo em tudo.
Nota: O site da NBC criou uma página interativa onde é possível fazer uma viagem pelo trailer da tia Marie. Conheça clicando * «Aqui» (em inglês). www.nbc.com.
O item mais cobiçado é, com certeza, o livro que fica em cima da mesa central! Que tal sentar na cadeira e aproveitar que ninguém está por perto para ler mais sobre as criaturas do outro mundo? Dica: faça isso no escuro, para não ter nenhuma surpresa.

### Concorrência
Como concorrente da série Grimm, foi lançada, nos Estados Unidos, em outubro de 2011, a série Once Upon a Time, que em Portugal e no Brasil foi chamada Era uma vez.

## Brasil
Em janeiro de 2013 a RecordTV anunciou a série em sua programação, substituindo a Fazenda de Verão.